# Mariahout

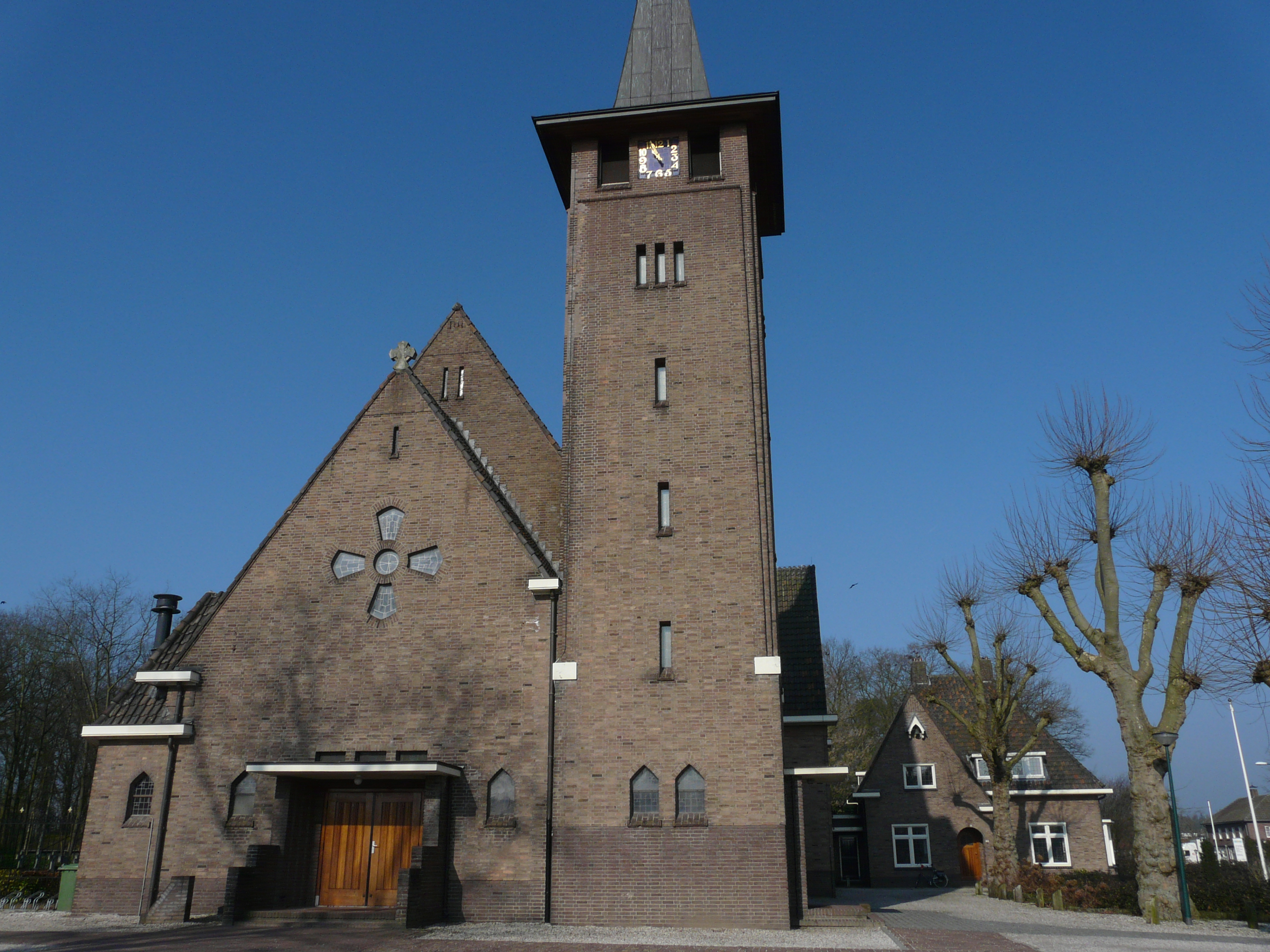
O.L. Vrouw van Lourdeskerk

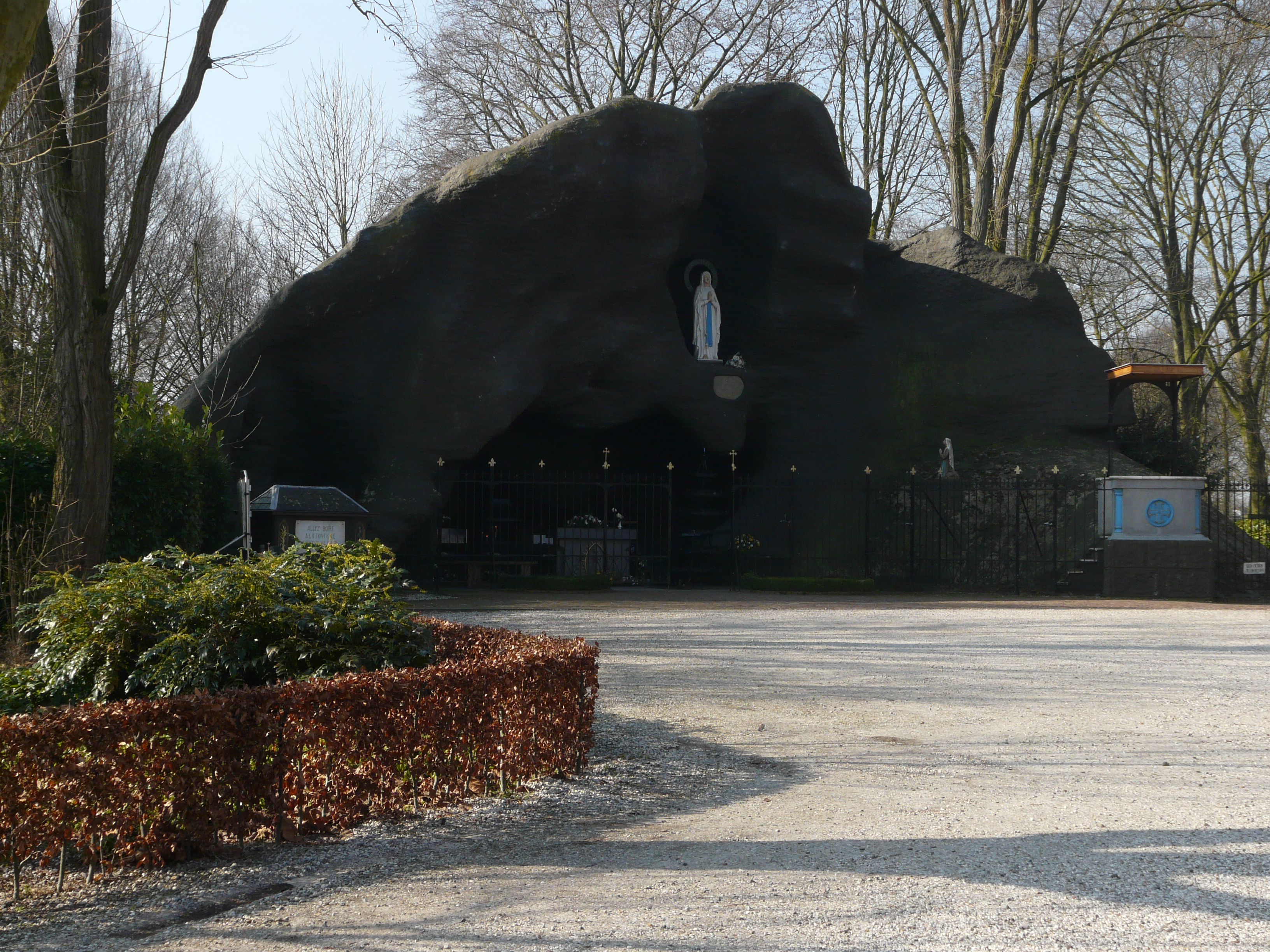
Lourdesgrot Mariahout

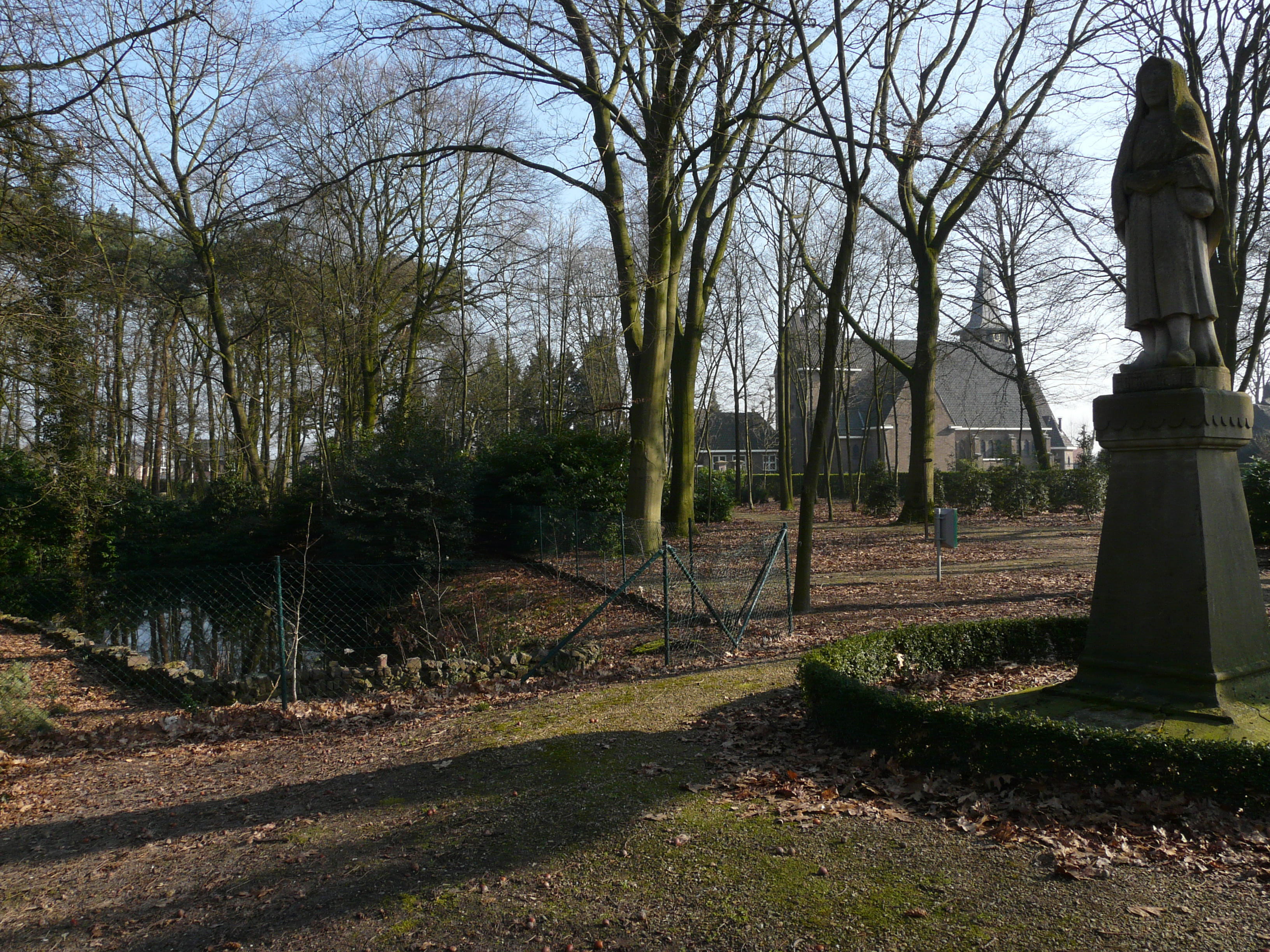
Processiepark Mariahout

Mariahout is een dorp in de Nederlandse provincie Noord-Brabant, gelegen in de Meierij van 's-Hertogenbosch. Mariahout is het kleinste dorp binnen de gemeente Laarbeek. Het dorp maakte tot 1 januari 1997 deel uit van de gemeente Lieshout. Het ligt tussen Sint-Oedenrode en Helmond.

## Geschiedenis
Mariahout is een ontginningsdorp. Sedert 1920 werden de woeste gronden in het noordwesten van Lieshout massaal ontgonnen. De oprichting van vele nieuwe boerderijen vormde, tezamen met de reeds bestaande buurtschappen, de basis voor een nieuwe dorpsgemeenschap. Voor de stichting van de plaats was het een heide, waaraan de naam Ginderdoor was verbonden. In deze buurtschap heeft in de 17e en de 18e eeuw een kapel gestaan. Deze was gewijd aan Antonius Abt. Ze is niet lang na 1803 gesloopt.
De katholieke kerk speelde een belangrijke rol bij de totstandkoming van de nieuwe plaats. In 1933 werd de kerk van de nieuwe parochie ingewijd en kreeg de plaats de naam Mariahout, naar de patrones van de parochie en de plaats Lieshout, waar de parochie een afsplitsing van was. Bouwpastoor was J.R.A. van Eijndhoven.
Er werd een Lourdesgrot gebouwd (1935) die vele pelgrims trok. Een plaatselijk café had tot 1995 de naam 'Pelgrimsrust' (tegenwoordig: 'De Pelgrim'). Daar werden processies gehouden, waartoe ook een processiepark was ingericht. De namen Maria en Bernadette zijn doorgedrongen tot alle aspecten van het dorpsleven. Na de jaren vijftig nam de belangstelling af en, toen Van Eijndhoven in 1970 met emeritaat ging, verviel de grot snel. Een initiatief uit 1997 tot herbouw van de grot leidde, met steun van een ondernemer en talrijke vrijwilligers, tot de hernieuwde inwijding ervan in 1999. De Mariadevotie bleek sindsdien te herleven, zij het niet meer met de massaliteit van de jaren dertig van de 20e eeuw.
De Zusters van Barmhartigheid bewonen vanaf 1949 een klooster in Mariahout en hebben er een meisjesschool gesticht. Het gebouw met kapel waarin ze gehuisvest zijn heet Mariënhof.
In de jaren vijftig van de twintigste eeuw emigreerden inwoners van Mariahout in groten getale naar Canada. De eerste bewoners van het dorp, "pioniers" genoemd, hadden kinderrijke gezinnen en voor veel van die kinderen bood het dorp onvoldoende toekomst. Dat leidde ertoe dat ongeveer een derde van de bevolking emigreerde, waardoor het sociale leven in het dorp tijdenlang ontwricht was. De geëmigreerden behielden een sterke band met Mariahout, wat blijkt uit de vele reünies die zowel in Mariahout als in Canada gehouden werden.
Op 11 september 1999 werd er een aardschok geregistreerd in de omgeving van dit dorp met een kracht van 3,4 op de schaal van Richter. Deze was mogelijk gerelateerd aan de Peelrandbreuk.
Mariahout is een kleine kern waar zich een bescheiden middenstand bevindt, en zich ook enkele bedrijven hebben gevestigd.

## Buurtschappen
Mariahout kent twee buurtschappen: Ginderdoor en het Broek.

## Bezienswaardigheden
Ten westen van de hoofdweg van Lieshout naar Nijnsel ligt een complex van interessante zaken, die alle door pastoor Van Eijndhoven zijn opgericht, en die ook een landschappelijke waarde hebben:
- O.L. Vrouw van Lourdeskerk.[5] Dit is een bakstenen kerk uit 1933 die ontworpen is door Philip Donders uit Tilburg. Binnen deze kerk zijn enkele herinneringen aan de vroegere Mariadevotie te vinden, zoals een maquette. Naast de kerk een monument voor pastoor J.R.A. van Eijndhoven, de stichter van de parochie, ter gelegenheid van het 50-jarig jubuleum ervan in 1983.
- Lourdesgrot uit 1935, vernieuwd in 1999. Deze bevindt zich naast het kerkplein en is een kopie van de originele grot te Lourdes.
- Processiepark (1933 en later). Dit parkje moest de plechtige stoet in goede banen leiden. Binnen dit park vindt men enkele beelden.
- Openluchttheater Mariahout (1945). De betonblokken komen van het in de Tweede Wereldoorlog gebombardeerde vliegveld Welschap. Pastoor van Eijndhoven was een groot promotor van het amateurtoneel. Daarnaast werd het theater ook voor plechtigheden gebruikt. Het openluchttheater is in 2012 geheel gerestaureerd en uitgebreid. Op 2 juni 2012 is dit theater heropend.
- Tinus is een bronzen beeld, in 1994 geplaatst. Het portretteert een bekende dorpeling uit de pionierstijd, vergezeld van een veger.
- Kapel ter ere van Sint-Antonius Abt, een niskapelletje met afdakje uit 2007, aan de hoek van De Hei en Grensweg.
- De Totempaal, een geschenk van de geëmigreerden bij het vijftigjarig bestaan van het dorp in 1983.[6]

## Natuur en Landschap
Ontginningen vindt men vooral ten noordwesten van Mariahout. Het landschap ten oosten van het dorp is kleinschaliger van structuur en ook vochtiger. Vermeldenswaard zijn:
- De Mariahoutse Bossen: een droog naaldhoutbos met enig reliëf van voormalige zandverstuivingen.
- Het Keelgras: een natuurgebied rijk aan vogels.
- Het Moorselen: een zestal natte graslanden met amfibiepoelen.

## Geboren in Mariahout
- Guus Meeuwis (23 maart 1972), zanger

## Naburige kernen
Lieshout, Beek en Donk, Zijtaart, Nijnsel